# Lipa króla Macieja

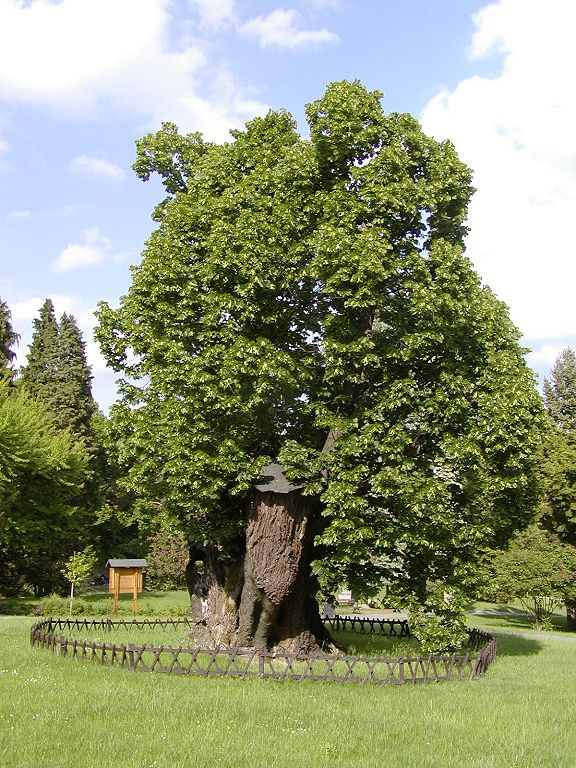
Lipa króla Macieja - Bojnice

Lipa króla Macieja lub też Bojnicka lipa to lipa szerokolistna (Tilia platyphyllos), rosnąca w parku zamkowym w Bojnicach na Słowacji. Ma ponad 700 lat. Obwód pnia wynosi 11 m, wysokość drzewa 9 m, a średnica korony 5 m. Jej obwód przy pniu to 12,5 m. Lipa króla Macieja jest cenną pamiątką i botanicznie ważnym drzewem i jest chroniona prawem.
W 1962 r. została ogłoszona pomnikiem przyrody.

## Tradycja historyczna
Według legendy lipę zasadził Matusz Czak w 1301 r. gdy umarł Andrzej III, ostatni król z dynastii Arpadów. W czasie swojego pobytu na zamku w Bojnicach król Maciej miał zwoływać pod nią sejmy. Legenda ta ma słabe podstawy: Matusz Czak zmarł w 1321 r., więc w roku jego śmierci lipa była drzewem niewielkim, zaledwie dwudziestokilkuletnim.